# Т-12 (танк)
Т-12 е съветски среден танк. На базата на него е създаден Т-24.

## История
В началото на 1925 г. в Червената армия на въоръжение се намират трофейни английски и френски танкове, чийто ресурс е към своя край. През октомври същата година съветското ръководство взема решение за замяната им със среден танк собствено производство. От представените проекти е одобрен проектът на среден танк с обозначението Т-16.
През 1926 г. средният танк Т-16 преминава генерални изпитания. В средата на 1927 г. е взето решение за приемането му на въоръжение под обозначениетоТ-18 (МС-1). Неофициално танкът е известен и като като „маневрен“ танк.
Техническото задание по проектирането и производството на танка е поставено на Оръдейно-арсеналния тръст с условието, че в хода на производството Държавният локомотивостроителен завод в гр. Харков ще оказва всестранна помощ на производителя. В хода на работата по танка са направени множество изменения и поради това той получава ново обозначение – Т-12.
Първоначално Т-12 е въоръжаван с 45 мм дългостволно оръдие или 57 мм гаубица и три сдвоени картечни установки система „Фьодоров“. Въоръжението е разположено в две куполи – главна за основното въоръжение и картечна.
При изпитанията се показват проблеми със скоростната кутия, недостатъци на охлаждането и чупене на верижните елементи на мек грунт. В общи линии държавната комисия по изпитанията остава доволна, но дава предписания да се доработи моделът, като се увеличи запасът от ход и се решат проблемите със скоростната кутия и веригите. Танкът не постъпва на въоръжение в РККА, но но тези недостатъци са коригирани в модифицирания танк Т-24.

## Устройство
Танкът има класическа компоновка – отделението за управление е отпред, бойното отделение – в средата, и в кърмовата част – машинно-трансмисионното отделение. Екипажът е от трима души – командир, зареждач и картечар.
Двигателят е авиационен Hispano-9 с мощност 200 к.с. Ходовата част е заимствана от френските танкове: 8 водещи ролки на борд (сдвоени в 4 тележки с вертикални пружинни амортсьори), 4 поддържащи ролки, предно направляващо и задно водещо колело.

## Модификации
В първоначалния вариант куполата е деветстенна, но е заменена с цилиндрична. Монтираният двигател Hispano е заменен с авиационен двигател М-6 с мощност 180-200 к.с., поради което се налага да се подменят скоростната кутия и спирачният механизъм. Корпусът е удължен с монтирана отзад „опашка“, позволяваща по-добро преодоляане на ровове и окопи.